# Automolus
Automolus  es un género de aves paseriformes perteneciente a la familia Furnariidae que agrupa a especies nativas de la América tropical (Neotrópico), cuyas áreas de distribución se encuentran desde el sureste de México, por América Central y del Sur hasta el sur de Brasil, este de Paraguay y noreste de Argentina por el oriente, y hasta el este de Perú y norte de Bolivia por el occidente. A sus miembros se les conoce por el nombre común de ticoticos. y también hojarasqueros, rascahojas, musgueros o trepamusgos, entre otros. Como resultado de sólidos estudios morfológicos y filogénicos, los límites de los géneros Automolus, Clibanornis, Hyloctistes e Hylocryptus fueron redefinidos, resultando en inclusiones y exclusiones de especies en el presente género.

## Etimología
El nombre genérico masculino «Automolus» deriva del griego «αυτομολο automolos» que significa ‘desertor’.

## Características
Los ticoticos de este género son furnáridos bastante grandes, midiendo entre 17 y 19 cm de longitud. Son de colores apagados, con un pico bastante robusto que habitan principalmente en el estrato bajo de selvas húmedas de baja altitud, algunas especies prefiriendo bambuzales. Son inconspícuo y difíciles de ver, pero todas las especies tienen vocalizaciones distintivas y repetitivas. Son más robustos y menos arborícolas que los ticoticos del género Philydor. Colocan sus nidos en agujeros cavados en barrancas.

## Taxonomía
Los sólidos estudios morfológicos y genéticos conducidos por Derryberry et al (2011) y Claramunt et al (2013) demostraron que el género Hyloctistes –compuesto por la especie entonces denominada  Hyloctistes subulatus (junto con H. virgatus)– estaba embutido dentro de Automolus. También se demostró que de las dos especies que entonces componían el género Hylocryptus,  H. rectirostris era hermana de Clibanornis dendrocolaptoides y H. erythrocephalus era hermana de las entonces Automolus rubiginosus y A. rufipectus, y que este trío estaba hermanado al par anteriormente citado. Como consecuencia, se propuso la transferencia del género Hyloctistes para el presente; y del género Hylocryptus y de las dos especies de Automolus para Clibanornis. Los cambios taxonómicos fueron aprobados en la Propuesta N° 601 al Comité de Clasificación de Sudamérica (SACC).
La especie Syndactyla roraimae estuvo incluida en el presente género hasta que los estudios de Zimmer et al (2008) suministraron múltiples evidencias para demostrar que la entonces especie Automolus roraimae, no pertenecía al presente género y sí a Syndactyla. En la Propuesta N° 375 al SACC se aprobó la transferencia.

## Lista de especies
Según las clasificaciones del Congreso Ornitológico Internacional (IOC) y Clements Checklist/eBird, el género agrupa a las siguientes especies con el respectivo nombre popular de acuerdo con la Sociedad Española de Ornitología (SEO) u otro cuando entre paréntesis:
| Imagen | Nombre científico        | Notas                    | Autor                 | Nombre común                  | Estado de conservación | Distribución |
| ------ | ------------------------ | ------------------------ | --------------------- | ----------------------------- | ---------------------- | ------------ |
|        | Automolus rufipileatus   |                          | (Pelzeln, 1859)       | ticotico coronicastaño        | LC                     |              |
|        | Automolus melanopezus    |                          | (P.L. Sclater, 1858)  | ticotico pardo                | LC                     |              |
|        | Automolus ochrolaemus    |                          | (Tschudi, 1844)       | ticotico gorgiclaro           | LC                     |              |
|        | Automolus cervinigularis | [ nota 1 ] [ 18 ] [ 19 ] | (P.L. Sclater, 1857)  | (ticotico gorgiclaro norteño) | NE                     |              |
|        | Automolus exsertus       | [ nota 2 ] [ 20 ] [ 21 ] | Bangs, 1901           | (ticotico de Chiriquí)        | LC                     |              |
|        | Automolus subulatus      |                          | (Spix, 1824)          | ticotico listado              | LC                     |              |
|        | Automolus virgatus       | [ nota 3 ] [ 22 ] [ 23 ] | (Lawrence, 1867)      | (ticotico listado occidental) | LC                     |              |
|        | Automolus infuscatus     |                          | (P.L. Sclater, 1856)  | ticotico oliváceo             | LC                     |              |
|        | Automolus paraensis      | [ nota 4 ] [ 24 ] [ 25 ] | Hartert, 1902         | (ticotico de Pará)            | LC                     |              |
|        | Automolus lammi          | .                        | J.T. Zimmer, 1947     | (ticotico de Pernambuco)      | EN                     |              |
|        | Automolus leucophthalmus |                          | ((Wied-Neuwied, 1821) | ticotico ojiblanco            | LC                     |              |